# Szuldurci
Szuldurci (macedónul: Сулдурци) település Észak-Macedóniában, a Délkeleti körzetben, a Radovisi járásban.

## Népesség
| Lakosok száma | 193  | 273  | 459  | 401  | 327  | 287  | 262  | 228  | 195  |
|               | 1948 | 1953 | 1961 | 1971 | 1981 | 1991 | 1994 | 2002 | 2021 |

- 2002-ben 228 lakosa volt, akik mindannyian macedónok.